# Kronoby
Kronoby este o comună din Finlanda.